# Het beste wat ik ooit had
Het beste wat ik ooit had is een nummer van de Nederlandse zanger Marco Borsato uit 2014. Het is de vierde en laatste single van zijn achtste Nederlandstalige album Duizend spiegels.
Het vrolijke nummer, dat gaat over een man die dolblij is met zijn vrouw, haalde in Nederland geen hitlijsten. In Vlaanderen haalde het de 13e positie in de Tipparade.